# 砲郭

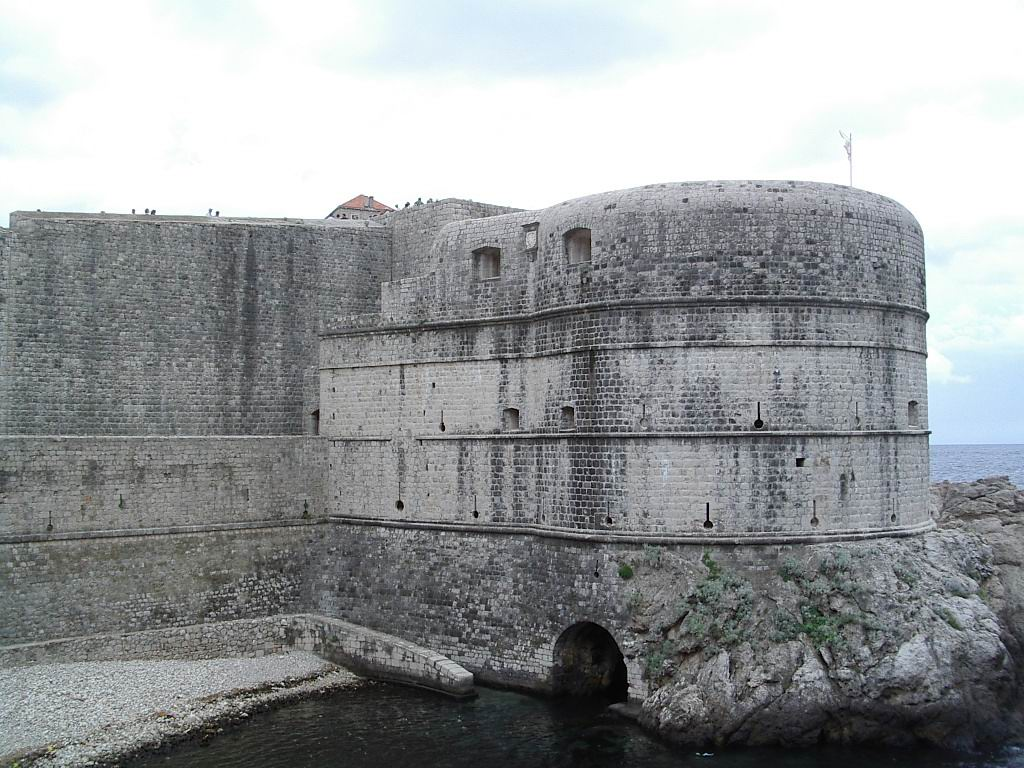
ボカール砦は、クロアチアのドゥブロヴニクの中世の城壁の前に立つ2階建ての砲廓要塞として建てられた。

砲郭（ほうかく、英: casemate、ケースメイト）は、火砲が発射される要塞化された砲の据え付け装甲構造のこと。もともと、この用語は要塞のアーチ型の部屋を指していた。装甲戦闘車両では、主砲塔がない車両の主砲を収容する構造を砲郭と呼ぶ。

## 要塞

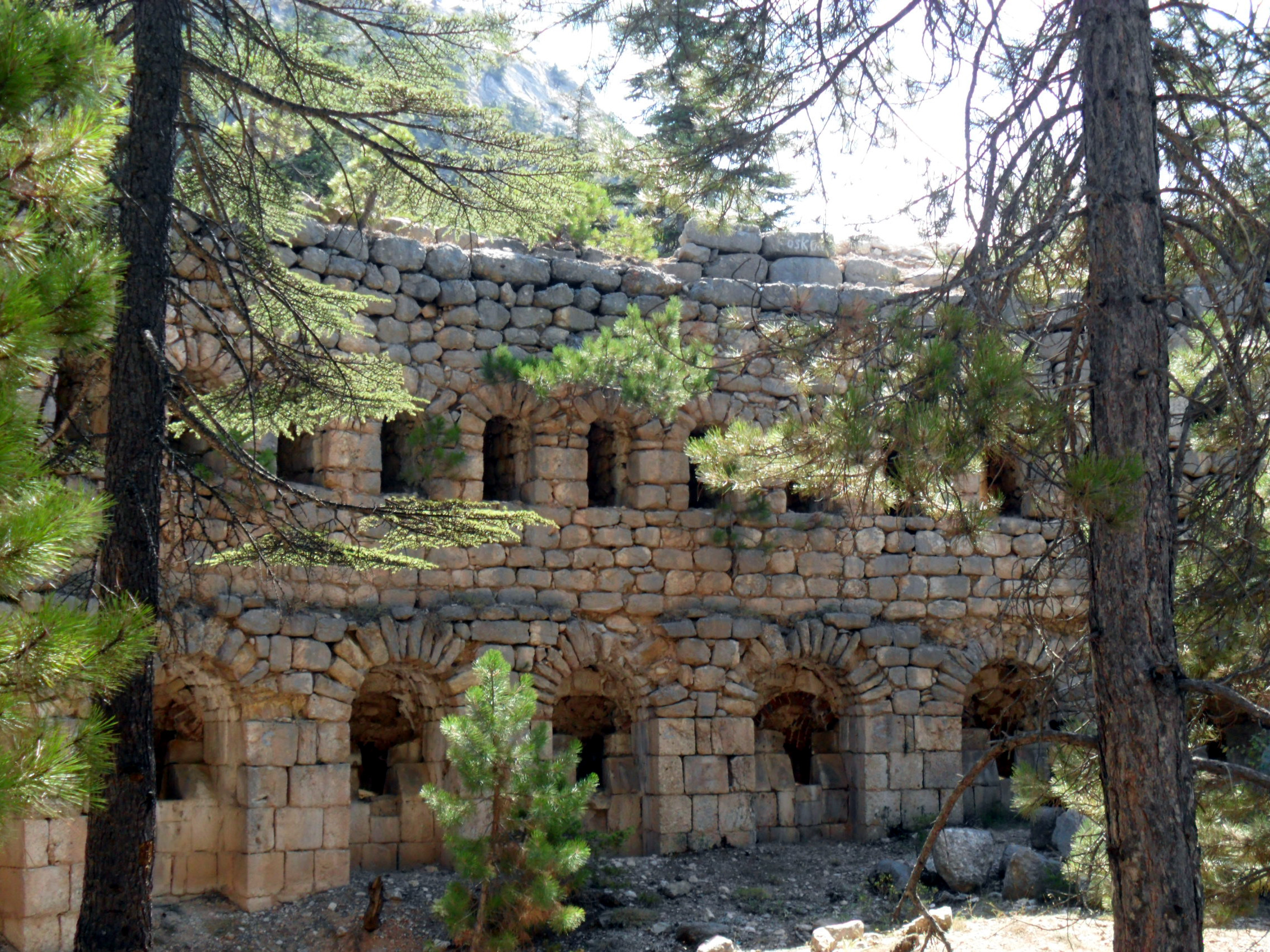
イブラーヒームパシャの砲郭は、トルコのメルシン州でオスマン帝国に反抗していたエジプトのイブラーヒームパシャによって建てられた。

砲郭とは、元々城壁の下に建設されたアーチ型の部屋のことだった。そこには侵入できないように設計されており、兵隊や武器弾薬などの物資を保護するために使用することができた。城壁の壁面に銃眼を設けることで、保護された銃座として使用できた。
19世紀初頭、フランスの軍事技術者であるフランソワ・ニコラ・ブノワ・アクソーは、城壁の上に建てることができる自立型の砲廓を設計した。コンクリートで造られた砲廓は、第二次世界大戦で沿岸砲を空襲から保護するために使用された。

## 海軍

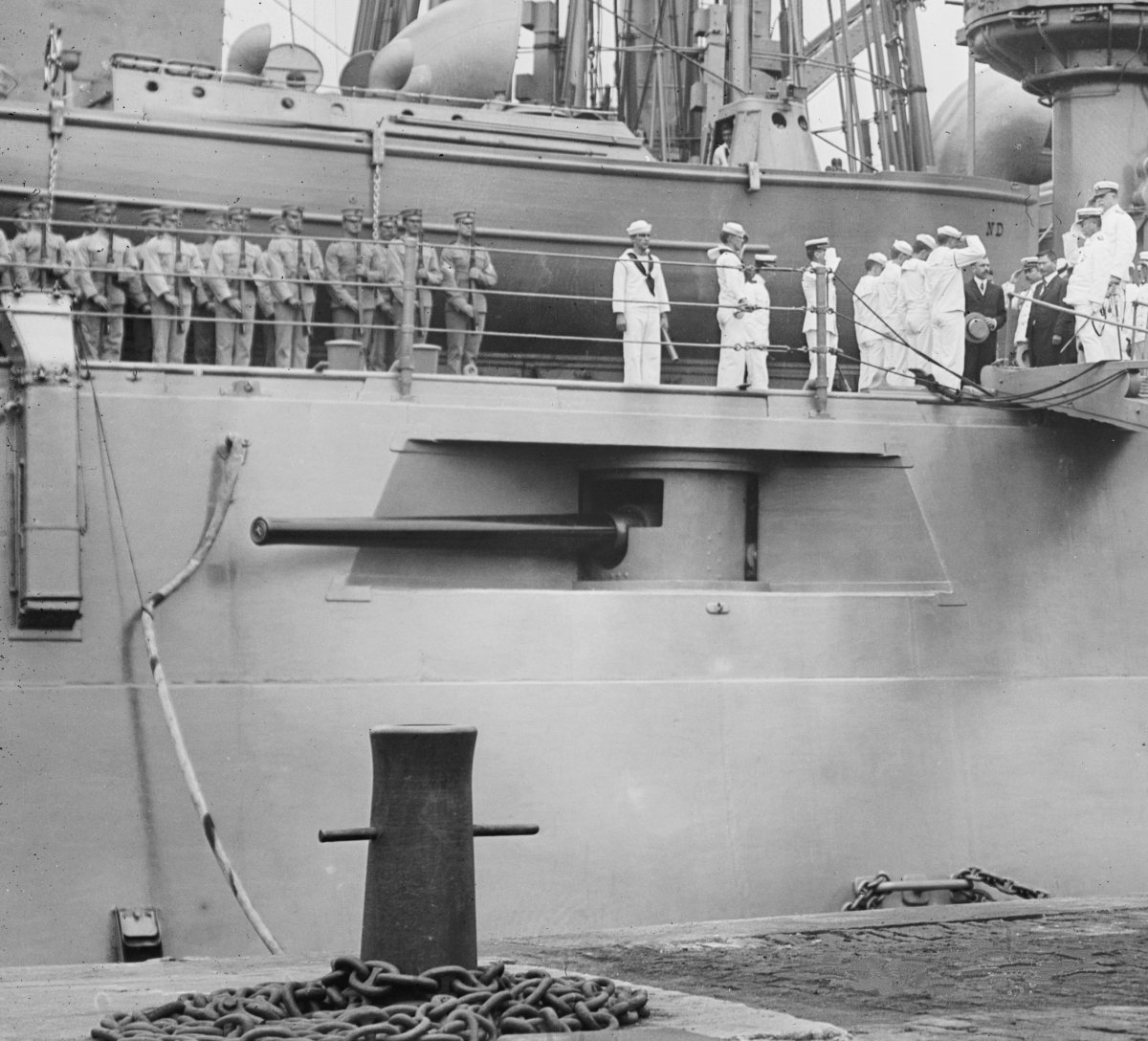
米海軍戦艦「ノースダコタ」の砲廓に取り付けられた5インチ / 50口径砲

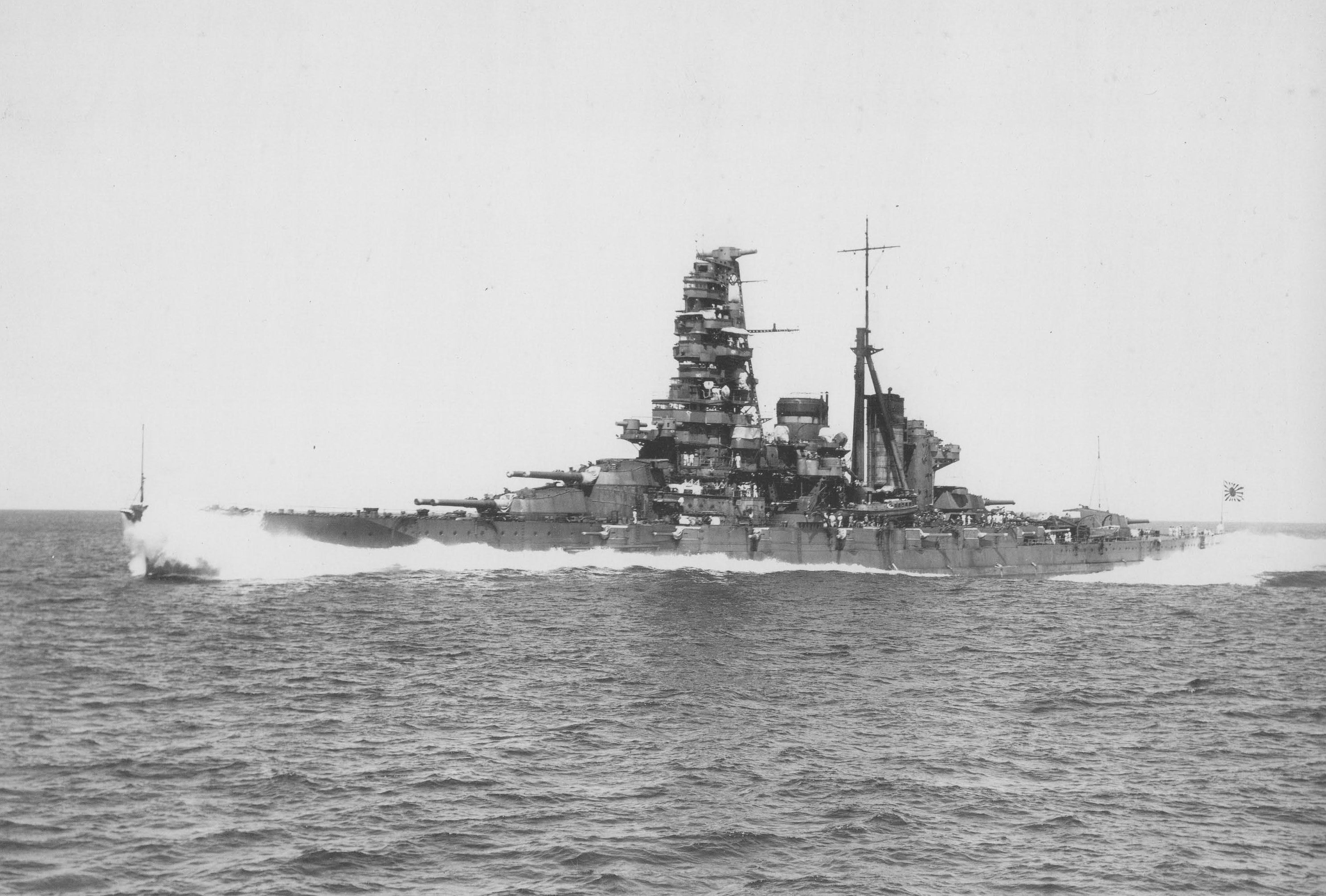
日本海軍戦艦「榛名」の砲郭が波浪に対する脆弱性を示す

軍艦の設計においては、「砲廓」という用語はさまざまに使用されてきた。
南北戦争では、砲郭式の装甲艦が使用された。有名なものには、南軍のバージニアがある。バージニアは、非常に低い乾舷と傾斜した砲郭を持っていた。
南北戦争で最も有名な海戦は、ハンプトンローズでの、北軍の砲塔式装甲艦モニターと南軍の砲廓式装甲艦 バージニアの戦闘であろう 。南軍がバージニアのような砲郭式の装甲艦しか保有していなかったのに対し、より工業力に優れる北軍はモニターのような砲塔式の装甲艦も配備していた。
英国や米国では「中央砲郭艦」を指す言葉として「砲郭艦」が使われることもある。中央砲郭艦では艦側面の中央部に砲郭式の大型の砲が集中的に配置されており、中央部の砲郭と機関を装甲で覆うことによって装甲面積を増やさずに効率的な防御が可能だった。HMSアレクサンドラ（1873年就役）などの一部の船は、2階建ての砲廓を備えていた。
砲廓は、戦艦や巡洋艦の副砲としてよく利用された。具体的には、軍艦の側面にある装甲室に配置された。一般的な砲郭式の副砲は多くがおおよそ口径6インチで、 4 - 6インチ (100 - 150 mm)の前面装甲板（船舷側装甲を構成）、側面と背面の薄い装甲板があり、上部と床が保護されており、重量は約20トンだった（砲と取り付け部を含まない）。大抵の砲郭式副砲を備える軍艦は、船の両側面に1つずつ、ペアで装備していた。後には、19cmや17cmといったより大口径の副砲を砲郭式に備える艦も出現した。
砲郭式副砲を備える最初の戦艦は1889年に就役したロイヤルサブリン級である。HMSレジスタンスに対する実弾射撃試験の結果として採用された。砲廓式副砲が採用されたのは、副砲正面の固定装甲板が砲塔よりも優れた防御力を提供すると考えられていたからである。また、砲塔の作動には外部電源が必要であり、砲塔式では電源を失った際に射撃できなくなる恐れがあったが、砲郭式ならば電源が失われた場合でも手動で動作できると考えられたことも要因の一つである。
初期の砲郭はただ単に壁に穴を開けてそこに砲を置いただけであり、並んでいる砲同士の間にも境界は無かったため、舷側を貫通されると内部で炸裂した砲弾の爆風や火災によって隣接する砲郭群が全滅することもあった（日清戦争、黄海海戦での防護巡洋艦松島など）が、後には砲同士の間に仕切りを設けたものも現れた。
前弩級戦艦では、砲廓は最初はメインデッキに配置され、後にアッパーデッキにも配置された。メインデッキの砲廓は喫水線に非常に近く、エドガー級巡洋艦では、砲郭式の砲は喫水線より僅か10フィート上でしかなかった。喫水線に近すぎたり、船首に近すぎたりした砲郭式副砲(アイアンデューク級など）は浸水に見舞われやすく、砲は使えなくなる場合が多かった。
HMSドレッドノートによって、単一口径巨砲艦の時代が開拓され、副砲は一時的に時代遅れになったが、魚雷を装備した小型艦艇（水雷艇や、その発展型である駆逐艦）の脅威の増加によって副砲の口径が増加したため、再導入された。第一次世界大戦以降は航空機の脅威に備える必要から副砲の両用砲化が進んだが、砲郭式では仰角が高く取れないために廃れて行き、副砲も砲塔に搭載されるようになった。
新造艦として砲廓を備えて建造された最後の艦船は、アメリカ海軍のオマハ級軽巡洋艦と1933年のスウェーデンの航空機巡洋艦HSwMS ゴットランドである。どちらの場合も、砲郭は前方上部構造（およびオマハ級では後方上部構造）の前方角度に組み込まれていた。

## 装甲車両

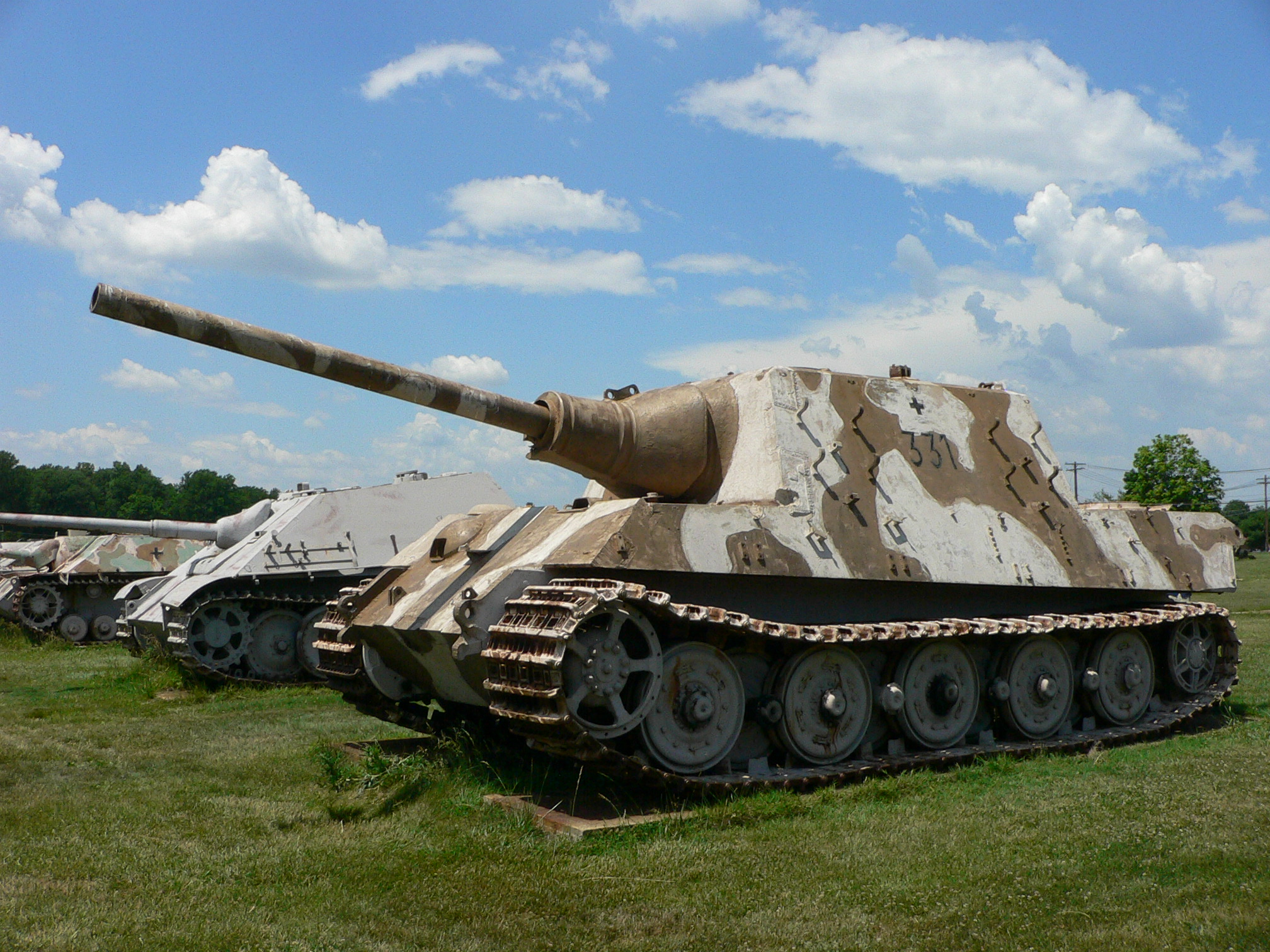
ヤークトティーガー、砲郭式装甲車両の例

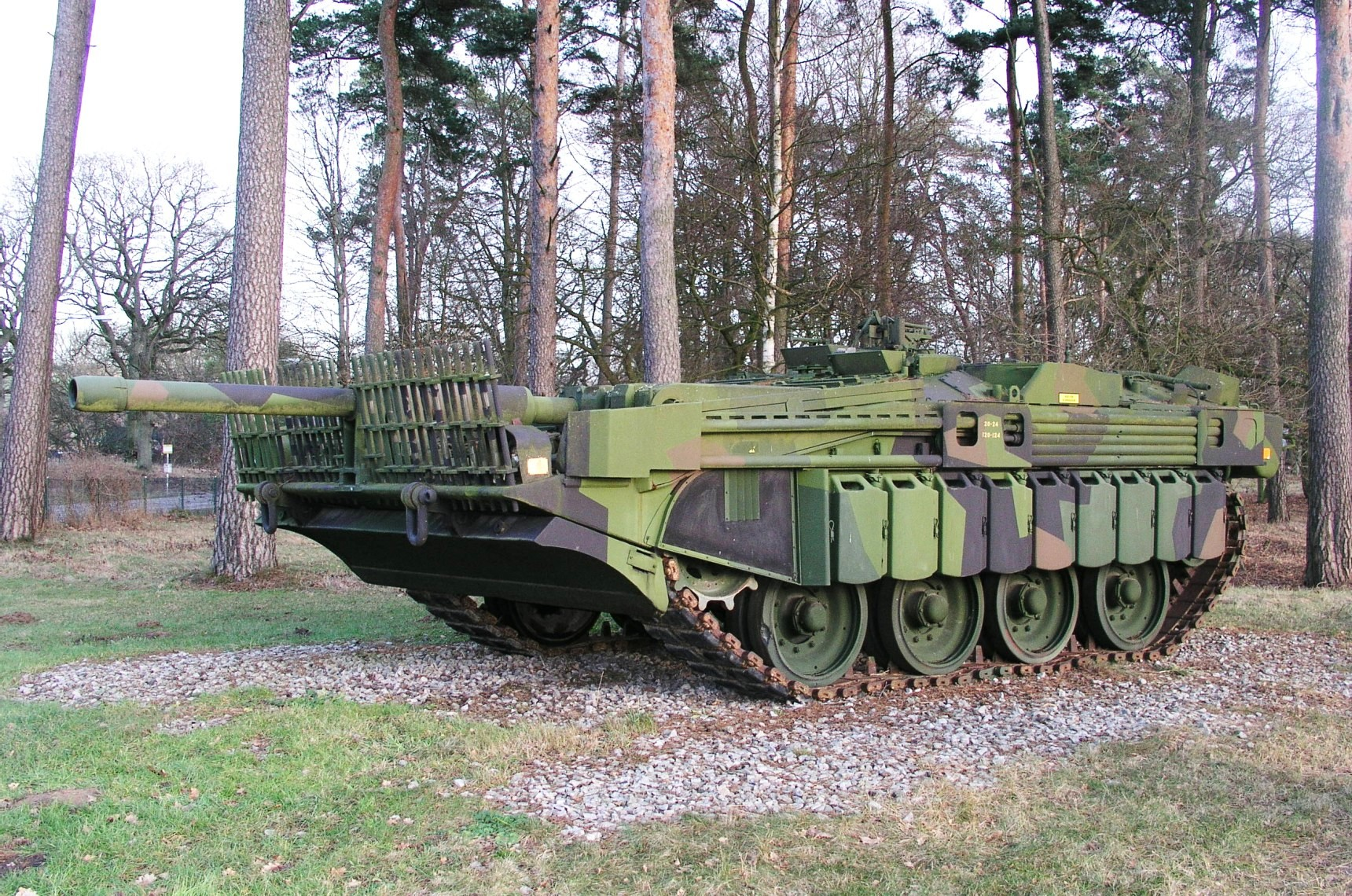
スウェーデンのStrv103は1990年代まで使用されていた。

装甲戦闘車両に関しては、砲廓式（ケースメート式）の車両とは、主砲が車体内に直接取り付けられていて、一般的な戦車のような回転砲塔がない車両を指す。このような設計は、一般には車両の設計を機械的に単純にし、構造のコストを削減し、軽量化し、プロファイルを低くする。節約された重量は、通常の砲塔付き戦車と比較してより重く、より強力な主砲を搭載したり、車両の装甲保護を強化したりするために使用できる。ただし、戦闘では、敵のターゲットが車両の制限された銃の射界の外側に現れた場合、乗組員は車両全体を回転させる必要が発生し、戦闘状況では非常に不利になる可能性がある。
第二次世界大戦中には、砲郭式装甲戦闘車両が独ソの双方で頻繁に使用された。主に駆逐戦車や突撃砲として使用されていた。これらは、主に防御的な待ち伏せ攻撃、歩兵支援、および陣地等の固定ターゲットに使用され、機動的に使用される戦車ほど回転砲塔を必要としなかった。なお、上記と同様にターゲットが車両の外に現れた場合、ターゲットが固定または人なので、ターゲットの機動性よりも車両の機動性の方が優り問題とならなかった。それにより、重量があって機構が複雑な砲塔は不要であると考えられ、通常の戦車よりも（車体規模に比して）優れた砲と装甲を装備することができた。ドイツ軍の著名な砲郭式装甲戦闘車両には、III号突撃砲、ヤークトパンター、エレファント、ヤークトティーガーなどがある。
ソ連赤軍においては駆逐戦車や突撃砲に相当する分類はなく、"旋回する砲塔を持たない戦闘車輌"は、主任務が対戦車戦闘であれ、歩兵近接支援であれ、単に"SU"（自走砲を意味する略語）と呼ばれた。ソ連の有名な砲郭式装甲戦闘車両には SU-100またはISU-152がある。ドイツとソビエト連邦のどちらも、最初からこれらの車両を設計するのではなく、主に既存の砲塔戦車の車体を流用して設計することが多かった。
砲郭式車両は第二次世界大戦で非常に重要な役割を果たしたが、戦後はそれほど一般的ではなくなった。US T28や英国のトータスなどの重駆逐戦車の設計の多くは試作の域を越えることはなく、ソビエトSU-122-54などにより、通常の重量の砲廓車両は非常に限られた数しか見られなかった。これら砲郭式車両の衰退の理由は、技術の進歩による主力戦車の台頭に見ることができる。これにより、これまで役割とタスク別に分けられていた重戦車、軽戦車、中戦車といったいくつかの異なる車種が統合された。
ただし、1960年代の西ドイツのカノーネンヤークトパンツァーなどの車両は砲郭の概念を存続させ、スウェーデン軍は砲郭式の戦車設計であるStridsvagn 103（通称「S-Tank」）を主力戦車として採用した。これは、1960年代から1990年代まで、通常の砲塔設計よりも好まれていた。また、VT1 (Versuchsträger1) のような試作車両もあった。